# Reisseck (kommun)
Reisseck (Reißeck) är en ort och kommun  i Österrike. Den ligger i distriktet Spittal an der Drau i förbundslandet Kärnten. Kommunens förvaltning ligger i Unterkolbnitz.
Kommunen består av 17 orter (Ortschaften) (inom parentes invånarantal 1 januari 2024):

- Gappen (113)
- Hattelberg (17)
- Litzldorf (54)
- Mitterberg (48)
- Moos (5)
- Napplach (232)
- Oberkolbnitz (325)
- Penk (272)
- Polan (98)
- Preisdorf (82)
- Rottau (18)
- Sandbichl (55)
- Teuchl (76)
- Tratten (40)
- Unterkolbnitz (358)
- Zandlach (237)
- Zwenberg (48)